# 杰里·希普
杰里·希普（英語：Jerry Shipp，1935年9月27日—2021年10月5日），美国男子篮球运动员。他曾代表美国获得1964年夏季奥运会篮球比赛男子金牌。他也参加了1963年泛美运动会，同样获得金牌。